# Краус, Ганс-Иоахим
Ганс-Иоахим Краус (нем. Hans-Joachim Kraus, родился 17 декабря 1918 года, Эссен; † 14 ноября 2000 года, Эссен) — немецкий протестантский богослов.
Краус стал известен своими историческими работами по историко-критической библейской науке и своей приверженностью еврейско-христианскому диалогу.

## Биография
Краус родился в Шоннебеке и прошёл конфирмацию во время Исповедующего собора Бармера. Он рано испытал богословское влияние Исповедующей церкви. Краус активно участвовал в церковной работе с молодёжью.
Он изучал евангелическое богословие в Галле-Виттенбергском университете (особенно у Юлиуса Шнивинда и Эрнста Вольфа) и в Йенском университете у Герхарда фон Рада. После викариата и повышения до доктора богословия вместе с Густавом Хёльшером и Мартином Нотом в Гейдельберге он работал в Церковном колледже в Вуппертале ассистентом Ганса Вальтера Вольфа. 
Ассистент Мартина Нота, он поступил в Боннский университет в 1948 году, где в 1951 году ему была присвоена должность доцента. В 1954 году Краус стал профессором Ветхого Завета на недавно созданном евангелическо-богословском факультете Гамбургского университета. Оттуда в 1968 году он перешел в Геттингенский университет имени Георга Августа, где занимал кафедру реформатского богословия до выхода на пенсию в 1984 году.

## Исследования
Труды Крауса находятся на стыке систематики Ветхого Завета, ветхозаветной истории и библейской критики в сочетании с теологическими методами Карла Барта. Одна из наиболее значимых работ Крауса — «Развитие историко-критическое исследования ВЗ от Реформации до наших дней» («Geschichte der historisch-kritischen Erforschung des AT von der Reformation bis zur Gegenwart», Neukirchen, 1956). В этой книге центральное место отведено исследованию богословских трудов XIX и начала XX века. Краус настаивал, что первопроходцами библейской критики были католические теологи. Он считал, что даже отрицательная библейская критика сыграла положительную роль. По мнению Крауса, несмотря на крайности, историко-критический подход к изучению Священного Писания принес важные и ценные результаты. Игнорирование такого подхода Церковью вследствие избыточного догматизма, по его мнению, было трагической ошибкой.
Его богословское позиционирование и роль модератора Реформированной федерации (1982-1990) привели к его публичному участию: Краус стремился к примирению евреев и христиан и основал Рабочее сообщество евреев и христиан (AGJC). Краус был первым председателем AGJC.
В 1980-х Краус выступил против попыток подвести богословский фундамент под милитаризацию христианства. В 1982 году под его эгидой Реформатский альянс опубликовал декларацию «Исповедание Иисуса Христа и ответственность церкви за мир». В нем говорится: «Иисус Христос есть наш мир… Вопрос мира — это вопрос исповедания».
Ганс-Иоахим Краус умер в конце 2000 года.

## Труды
- Geschichte der historisch-kritischen Erforschung des AT. Neukirchen 1956, 41988.
- Psalmen (BKAT XV) Teilbände 1/2: Psalmenkommentar, Teilband 3: Theologie der Psalmen. Neukirchen-Vluyn: Neukirchener. 1. Aufl. 1960 (7. Aufl. 2003).
- Die Biblische Theologie. Ihre Geschichte und Problematik. Neukirchener, Neukirchen-Vluyn 1970.
- Biblisch-theologische Aufsätze. Neukirchener, Neukirchen-Vluyn 1972, ISBN 3-7887-0348-2.
- Reich Gottes: Reich der Freiheit. Grundriß systematischer Theologie. Neukirchener, Neukirchen-Vluyn 1975, ISBN 3-7887-0441-1.
- Systematische Theologie im Kontext biblischer Geschichte und Eschatologie. Neukirchen-Vluyn 1983.
- Theologische Religionskritik. Neukirchener, Neukirchen-Vluyn 1982.
- Heiliger Geist, Gottes befreiende Gegenwart. München 1986.
- Rückkehr zu Israel. Beiträge zum christlich-jüdischen Dialog. Neukirchener, Neukirchen-Vluyn 1991, ISBN 3-7887-1356-9.